# Hugo Maerten
Hugo Maerten (Halle, 5 september 1953) is een Belgische acteur die na zijn opleiding vrijwel uitsluitend in Nederland heeft gewerkt.

## Levensloop
Maerten deed gymnasium (Sint Jan Berchmanscollege, Brussel) en studeerde in 1975 af aan het Hoger Instituut voor Dramatische Kunst (Studio Herman Teirlinck) te Antwerpen. Hij verhuisde naar Nederland en debuteerde in 1975 bij de Haagse Comedie (Den Haag), stapte in 1980 over naar Toneelgroep De Appel (idem), speelde in 1986 bij het Ro Theater (Rotterdam), in 1987 en 1988 bij Het Nationale Toneel (Den Haag), kwam weer terug bij De Appel in 1989, ging in 1996 naar Theater van het Oosten (Arnhem) en kwam in 1999 tot eind 2016, toen De Appel opgeheven werd, terug bij het gezelschap.
Hoogtepunten waren Mahagonny, Midzomernachtsdroom, Faust, Trojaanse vrouwen, Tantalus, Don Quichot, Odysseus, Tuin van Holland, When the wind blows, Messen in hennen en Herakles, Voor sommigen het eind van het land, voor anderen het begin van de wereld en Hamlet, de afscheidsvoorstelling van "De Appel".
In 2018 speelde hij mee met Lonneke van Leth Dans in Assepoes en De Zaak Carmen. 
Naast het theater was hij op televisie te zien in onder andere Baantjer, Shouf Shouf!, Ernstige Delicten, Spoorloos verdwenen, Van Jonge Leu en Oale Groond, Bluf en Lost in the Game. Hij speelde in de films Broeders, Achter glas, De nietsnut, De jurk, De zwarte meteoor, Alibi en Schemer.
Tevens vertolkte Maerten van 2004 tot en met 2006 de rol van Roy Akkermans in de Nickelodeon-jeugdserie ZOOP en in de bijbehorende film Zoop in Zuid-Amerika in 2007. Toen in juli 2023 de oud-hoofdrolspelers van de serie na bijna twintig jaar weer bij elkaar kwamen in de televisiespecial ZOOP: De Reünie, verraste hij hen daar met een verrassingsbezoek.
In 2009 speelde hij in de jeugdserie Het Huis Anubis als B.J. van Ginkel (Gerard van der Knoest) in aflevering 394, 399-404 van seizoen 4.
Maerten verhuisde met zijn echtgenote Karin Lucet in 2020 naar Frankrijk. In 2022 was Maerten samen met zijn dochter te zien in de bioscoopfilm Silverstar.

## Trivia
- Actrice Bo Maerten die debuteerde in de film Timboektoe (2007) is zijn oudste dochter. Zelf speelde Hugo Maerten in Timboektoe de rol van dierenarts.